# 一畑山薬師寺
一畑山薬師寺（いちはたさんやくしじ）は、愛知県岡崎市藤川町にある臨済宗妙心寺派の寺院。愛称は「いちはたさん」。

## 概要
厄除け・交通安全・眼病平癒などの祈祷で知られる祈祷寺。岡崎市に一畑山薬師寺岡崎本堂が、発祥の地である名古屋市千種区に一畑山薬師寺名古屋別院がある。総本山は島根県出雲市の一畑寺。牛乗山とともに岡崎観光きらり百選に選定されている。

## 沿革

### 名古屋における開山
1948年（昭和23年）、島根県出雲市の一畑寺から分霊を受けて、名古屋市千種区春岡に一畑山薬師寺が開山した。1958年（昭和33年）10月、名古屋トヨペット社長の小栗虎之介を会長とする一畑山薬師寺奉讃会が結成された。1960年（昭和35年）には岡崎市に7万坪の土地を得た。

### 岡崎本堂の入仏
1976年（昭和51年）5月2日には岡崎市で上棟式を行い、1977年4月17日には岡崎市で文殊菩薩様智慧授け供養祭を行った。1980年（昭和55年）10月12日、元内閣総理大臣の福田赳夫らを来賓に招き、一畑山薬師寺岡崎本堂の入仏式が挙行された。春岡の建物は一畑山薬師寺名古屋別院となった。
1994年（平成6年）11月26日、臨済宗妙心寺派の松山寛恵管長が来山した。2012年（平成24年）には瑠璃光殿（納骨堂）が竣工し、中央に銅製の薬師如来涅槃像が置かれた。「やくし」の意味を込めて全長8.94メートルある。涅槃像は約3万枚の金箔で覆われており、世界最大の純金箔薬師如来涅槃像とされる。製作したのは老子製作所。2014年（平成26年）10月7日、臨済宗妙心寺派の岫雲軒老大師が来山した。

## 祈祷
祈祷は団体祈祷の形式で30分毎に行われる。本堂での祈祷が終わると不動明王殿に案内されて物品祈祷を受ける。車の祈祷は引き続いて駐車場にて行われる。
お斎は前日までに予約が必要。食堂あり（開運うどん等）。御霊泉の入浴は祈祷を受けた人のみ可能。

## 年間行事
- 2025年[4]
  - 1月12日（日）：初薬師（名古屋別院）
  - 1月26日（日）：ハッピーかい（境内の掃除等）
  - 2月2日（日）：節分豆まき祭（岡崎本堂 7時 - 15時頃）
  - 2月23日（日）：ハッピーかい
  - 3月2日（日）：初午祭・命日祭（岡崎本堂 10時30分 - 12時30分）
  - 3月20日（祝）：春季彼岸先祖供養祭・御摩木供養祭（岡崎本堂）
  - 3月23日（日）：ハッピーかい
  - 4月6日（日）：お薬師様誕生祭・無事成長祈願祭（岡崎本堂）
  - 4月27日（日）：ハッピーかい
  - 5月4日（日）：春季大祭・お茶湯供養祭（岡崎本堂）
  - 5月25日（日）：ハッピーかい
  - 6月8日（日）：開運星祭祈願祭・命日祭（名古屋別院）
  - 6月29日（日）：ハッピーかい
  - 7月6日（日）：先祖盆供養・水子供養（岡崎本堂）
  - 7月27日（日）：ハッピーかい
  - 8月3日（日）：無縁仏供養祭・薬師音頭大会（岡崎本堂）
  - 8月31日（日）：ハッピーかい
  - 9月23日（祝）：秋季彼岸先祖供養祭（岡崎本堂）
  - 9月28日（日）：ハッピーかい
  - 10月5日（日）：秋季大祭・命日祭・お茶湯供養祭（岡崎本堂）
  - 10月26日（日）：ハッピーかい
  - 11月16日（日）：知恵授け供養祭・命日祭（岡崎本堂）
  - 11月30日（日）：ハッピーかい
  - 12月7日（日）：開基祭・天災災難除け祈願・食養三昧祈願（岡崎本堂）
  - 12月14日（日）：岡崎本堂すす払い
  - 12月21日（日）：ハッピーかい

時間と場所
- 大祭：岡崎本堂（10時30分 - 12時30分）、名古屋別院
- ハッピーかい：岡崎本堂 御詠歌堂（9時40分 - 14時30分 要確認）

## 温泉（御霊泉）
2002年（平成14年）に開湯。「飲むことができる温泉」で親しまれている。
- 泉質 - 低張性アルカリ性冷鉱泉
- 飲用可 - 大人1日400ccまで
- 入浴料 - 1500円（ご祈祷料込み）
- 営業時間 - 平日 10:00 - 16：15、土日祝 10:15 - 16：15
- 定休日 - 無休

## テレビ・ラジオCM
1980年（昭和55年）12月にはテレビとラジオにおいてCMの放送を開始したが、初めてテレビCMを流した寺院であるとされている。世界各国から参拝者を集めたいというグローバル化の観点から、2001年（平成13年）にはCMに「ビリーブ ユア ハート」というキャッチコピーが付くようになった。広告学者の庫元正博（金城学院大学教授）は「伝統を重んじるお寺のCMで、唐突に飛び出す流ちょうな英語に意外性があり、耳に残る」と指摘している。

## 基本情報
所在地
- 岡崎本堂 - 〒444-3523 愛知県岡崎市藤川町字王子ヶ入12-44
- 名古屋別院 - 〒464-0848 愛知県名古屋市千種区春岡一丁目30番9号（宗教法人薬師寺の登記上本部所在地でもある[6]）

交通アクセス
- 岡崎本堂
  - 公共交通機関
    - 名鉄名古屋本線藤川駅から徒歩約40分。
    - 名鉄名古屋本線美合駅・藤川駅に、お寺の無料送迎バスあり（9時～15時、正月や大祭以外の日）。
    - 正月や大祭の日には美合駅から臨時バスが運行される。

  - 自家用車
    - 国道1号藤川町東川向交差点を曲がる。無料駐車場 1,200台。
    - 境内の道路は、一畑山薬師寺管理責任者の意思により、ゲートから先は関係者以外17:00-翌07:00までの立入りを禁止している。

- 名古屋別院
  - 名古屋市営地下鉄東山線池下駅から徒歩約8分。